# LEGO Dino Attack
LEGO Dino Attack (in Europa: Dino 2010) was een productlijn van de Deense speelgoedfabrikant LEGO dat in de Verenigde Staten, Australië en Japan vanaf juni 2005 en in Europa vanaf oktober 2005 werd verkocht.

## Verhaallijn[1]

### Verenigde Staten, Australië, en Japan: LEGO Dino Attack
In 2010 worden vreemde dinosaurussen waargenomen. Shadow, Digger, Viper, en Specs die het Dino Attack-team vormen moeten de dino's stoppen voordat ze de wereld ruïneren. Dit verhaal speelt zich af in een stad die de dinosaurussen aan het verwoesten zijn.

### Europa: LEGO Dino 2010
Het verhaal van Dino 2010 gaat over dezelfde personages en dinosaurussen. De voertuigen lijken op die van LEGO Dino Attack, maar hebben in plaats van grote wapens vangapparatuur. Ook is de locatie veranderd in een jungle.

### Dino-ras en hun domein
De Dino Attack homepage van de VS website van LEGO, heeft een flash animatie waarin te zien was op een kaart van de wereld dat een paar stippen (dino-rassen) in roodgekleurde gebieden (de domeinen van de rassen) veranderden en zich verspreiden.
Dit zijn de dino-rassen:
- Amazone-Andes ras: heeft Bolivia, Peru, Paraguay, Guyana, Suriname, Frans-Guyana, Venezuela en delen van Colombia, Ecuador, Chili, Argentinië en alles ten noorden van Brazilië.
- Europa ras: heeft geheel Europa, met uitzondering van delen van Oost-Europa, Denemarken en Rusland (Europees deel)
- Afrikaanse kust-Sahara ras: heeft de hele kustlijn van de Sahara woestijn, van Marokko naar Guinee.
- Zuid-Afrika-jungle ras: heeft heel Zuid-Afrika, zoals Zuid-Afrika, Mozambique, Angola, Namibië. Madagaskar en de Indische eilanden zijn uitzonderingen.
- Australazië ras: westen en oosten van Australië en het Indonesische Borneo. Nieuw-Zeeland, Nieuw-Guinea en Oceanië eilanden zijn uitzonderingen.
- Siberische ras: heeft heel Siberië.
- Chinees ras: heeft China (kustlijn deel), Korea en Japan.
- Alaska ras: heeft Alaska en een deel van Canada.
- Arctische ras: heeft Canada, Groenland en IJsland.
- New York ras: het hoofdras van de dinosaurussen.

Alle hoofdsteden van de landen in de wereld zijn niet dino-domein. Antarctica en de Noordpool zijn ook niet in Dino domein.

## Minifigs& dino's[2]
- Specs: Een chemicus, paleontoloog, bioloog en kernfysicus. Hij heeft vaak ruzie met Shadow. Hij is de teamleider.
- Shadow: Het meest gedreven lid van het team. Zijn buurt werd verpest en zijn huis verwoest in de eerste dino-aanval.
- Viper: Is geen wetenschapper maar werd wel opgesteld in het team.
- Digger: Een beroemde paleontoloog, gaat verder dan wie dan ook in zijn zoektocht naar botten.
- T-Rex: De ultieme dinosaurus: Massieve sterkte, bijna onkwetsbaarheid, laser zicht; mond is een nucleaire oven die kan desintegreren als iets dicht bij zijn bek is. Is gebaseerd op de Tyrannosaurus rex.
- Pteranodon: de luchtmacht van de dinosaurussen. Een vliegend behendig reptiel dat bliksemschichten schiet uit de uiteinden van zijn vleugels. gebaseerd op de Pteranodon.
- Raptor: Een snelle sterke dinosaurus. Heeft verhoogde zintuigen; krachtenveld. Gebaseerd op de Velociraptor, maar hij is veel te groot in verhouding met een Velociraptor en de LEGO-wereld.
- Mutant Hagedissen: Kleine dinosaurussen die gebaseerd op Compsognathus dinosaurussen zijn. Ze zijn snel en hebben per ras verschillende bevoegdheden. Ze kunnen zich aanpassen aan aanvallen, dus dezelfde aanval werkt zelden twee keer.

## Vergelijking tussen de voertuigen en dino's in de producten en de echte wereld

### Voertuigen
- Street Sprinter/Dino spoorzoekers-ATV: Quad
- Urban Avenger/Zandbuggy: Buggy
- Fire Hammer/4WD dino Vangwagen: Hummer
- Iron Predator/Dino rupsbandentransport: Tank
- T-1 Typhoon/Vliegende dino spoorzoeker: Helikopter

### Dinosaurussen
- T-Rex: Tyrannosaurus rex
- Raptor: Velociraptor
- Pteranodon: Pteranodon
- Mutant Hagedissen: Compsognathus

## Producten

### Dino Attack
- 7473 Street Sprinter vs. Mutant Lizard.

Minifigs en dino's: Digger, Mutant hagedis.
- 7474 Urban Avenger vs. Raptor

Minifigs en dino's: Shadow, Raptor.
- 7475 Fire Hammer vs. Mutant Lizards

Minifigs en dino's: Viper, 3 Mutant hagedissen.
- 7476 Iron Predator vs. T-Rex

Minifigs en dino's: Viper, Digger, Specs, T-Rex.
- 7477 T-1 Typhoon vs. T-Rex

Minifigs en dino's: Digger, Viper, Specs, Shadow, T-Rex, Pteranodon.

### Dino 2010
- 7294 Dino Tracker ATV

Minifigs en dino's: Digger, Mutant lizard.
- 7295 Dino Buggy Chaser

Minifigs en dino's: Shadow, Raptor.
- 7296 4WD Dino Trapper

Miinfigs en dino's: Viper, 3 Mutant lizards.
- 7297 Dino rupsbandentransport

Minifigs en dino's: Digger, Viper, Specs, T-Rex.
- 7298 Dino Air Tracker

Minifigs en dino's: Digger, Viper, Specs, Shadow, T-Rex, Pteranodon.